# Црквица
Црквица (серб. Црквица) — населённый пункт в общине Бойник Ябланичского округа Сербии. До 2009 года официальным названием села было Црквице.

## Население
Согласно переписи населения 2002 года, в селе проживало 643 человек (440 сербов, 197 цыган и другие).
| Численность населения | Численность населения | Численность населения | Численность населения | Численность населения | Численность населения | Численность населения | Численность населения |
| 1948                  | 1953                  | 1961                  | 1971                  | 1981                  | 1991                  | 2002                  | 2011                  |
| --------------------- | --------------------- | --------------------- | --------------------- | --------------------- | --------------------- | --------------------- | --------------------- |
| 921                   | 903                   | 832                   | 783                   | 761                   | 680                   | 643                   | 533                   |

## Религия
Согласно церковно-административному делению Сербской православной церкви, село относится к Бойницкому (Придворицкому) приходу Ябланичского архиерейского наместничества Нишской епархии. В селе расположен храм Воздвижения Честного Креста Господня.